# Rieucros
Rieucros – miejscowość i gmina we Francji, w regionie Oksytania, w departamencie Ariège.
Według danych na rok 1990 gminę zamieszkiwały 403 osoby, a gęstość zaludnienia wynosiła 72 osób/km² (wśród 3020 gmin regionu Midi-Pireneje Rieucros plasuje się na 672. miejscu pod względem liczby ludności, natomiast pod względem powierzchni na miejscu 1441.).